# Nikolai Stepulov
Nikolai Stepulov (n. 20 martie 1913, Narva, Gubernia Sankt Petersburg⁠(d), Imperiul Rus – d. 2 ianuarie 1968, Tallin, RSS Estonă, URSS) a fost un boxer ce a reprezentat Estonia, medaliat olimpic. A participat la o ediție a Jocurilor Olimpice (1936) în care a câștigat o medalie de argint.

## Participări
Lista de mai jos prezintă principalele competiții la care a participat Nikolai Stepulov de-a lungul carierei.
- boxing at the 1936 Summer Olympics – lightweight[*]